# S.O.S. Affenalarm
S.O.S. Affenalarm, im englischen Sprachraum als Tumblin’ Monkeys oder Tumbling Monkey Game bekannt,  ist ein Kinder- und Geschicklichkeitsspiel der Spieleautoren Garrett J. Donner, Roger Ford, Craig V. McKee und Michael S. Steer aus dem Jahr 1999. Das Spiel erschien ursprünglich bei dem Spielzeughersteller Tomy sowie in späteren Ausgaben international bei Mattel.

## Thema und Ausstattung
Bei dem Spiel handelt sich um ein einfaches Geschicklichkeitsspiel, bei dem die Mitspieler versuchen müssen, Mikado-Stäbchen aus einem Kunststoffturm zu ziehen, ohne dass die darin befindlichen Affen herunterfallen.
Das Spielmaterial besteht neben der Spielanleitung aus einem Affenturm, der aus mehreren Kunststoffteilen zusammengesetzt wird, 30 Stäbchen in drei verschiedenen Farben, 30 Affenfigürchen mit Greifschwanz und einem Farbwürfel, auf dem jede der drei Farben je zwei Mal vorhanden ist.

## Spielweise
Zu Beginn des Spiels wird der Affenturm aufgebaut und in jeder Ebene werden je zwei Stäbchen jeder Farbe durch die vorhandenen Löcher gesteckt, sodass im Inneren ein dreidimensionales Netzwerk entsteht. Die Affenfiguren werden von oben in den Turm geschüttet und verfangen sich mit den Greifschwänzen in dem Netzwerk.
Beginnend mit einem Startspieler würfeln die Mitspieler reihum mit dem Farbwürfel und müssen jeweils ein Stäbchen der gewürfelten Farbe aus der höchsten möglichen Ebene ziehen. Fallen dabei Affen herunter und aus dem Turm heraus, nehmen sie diese zu sich. Das Spiel ist beendet, wenn das letzte Stäbchen gezogen wurde, Gewinner ist der Spieler mit den wenigsten heruntergefallenen Affen.

## Ausgaben
Das Spiel wurde 1999 als Tumblin’ Monkeys von dem Spielwarenkonzern Tomy auf den Markt gebracht. Entwickelt wurde es von den Spielentwicklern Garrett J. Donner, Roger Ford, Craig V. McKee und Michael S. Steer. Ebenfalls 1999 brachte Mattel das Spiel in einer französischen Version als S.O.S Ouistit heraus, 2003 erschien es auch dem deutschen Namen S.O.S. Affenalarm. Darüber hinaus ist es auch in Versionen auf Italienisch, Spanisch,Griechisch und Hebräisch verfügbar.

## Belege
1. 1 2 3 4  Spieleanleitung S.O.S. Affenalarm. Mattel, 2003
2. ↑  Versionen von S.O.S. Affenaralarm in der Spieledatenbank BoardGameGeek (englisch); abgerufen am 25. Dezember 2021.